# Myospalax aspalax
Myospalax aspalax är en däggdjursart som först beskrevs av Peter Simon Pallas 1776.  Myospalax aspalax ingår i släktet Myospalax och familjen mullvadsråttor. IUCN kategoriserar arten globalt som livskraftig. Inga underarter finns listade i Catalogue of Life.
Denna mullvadsråtta når en kroppslängd (huvud och bål) av 14 till 23,3 cm, en svanslängd av 4,8 till 6,9 cm och en vikt mellan 225 och 422 g. Den har gulgrå päls på ovansidan, ibland med en brunaktig skugga. Några individer har en eller flera vita fläckar på pannan och dessutom är läpparna vita. Buken är täckt av ljusgrå päls och på svansen samt på bakfötternas ovansida förekommer korta vita hår.
Arten förekommer i nordöstra Kina, i Mongoliet och i angränsande delar av Ryssland. Habitatet varierar mellan stäpper med många örtväxter, strandkanter av vattendrag, skogsgläntor och jordbruksmark.
Individerna gräver underjordiska tunnelsystem som är mer eller mindre komplex beroende på årstid. Under sommaren ligger de djupaste delarna bara 30 till 50 cm under markytan. Under vintern kan vissa delar ligga två meter djup. Avståndet mellan ingångarna är 1 till 3 meter och där skapas jordhögar med en diameter på 50 till 70 cm. I boet lever bara en vuxen individ. Under parningstiden finns ofta en övergång mellan honans och hanens tunnelsystem. Myospalax aspalax äter rötter samt gröna växtdelar som dras ner till tunneln. Parningen sker i maj eller juni och sedan föds en kull med 1 till 5 ungar. Ungarna lämnar under hösten moderns bo när de är 15 cm långa.